# (21) Lutecia
(21) Lutecia es un asteroide perteneciente al cinturón de asteroides descubierto por Hermann Mayer Salomon Goldschmidt en 1852 desde París. Tiene forma irregular con un diámetro medio de 100 km. El 10 de julio de 2010 fue sobrevolado por la sonda espacial Rosetta que descubrió una superficie altamente craterizada y una masa menor de la estimada hasta ese momento.

## Descubrimiento y nombre

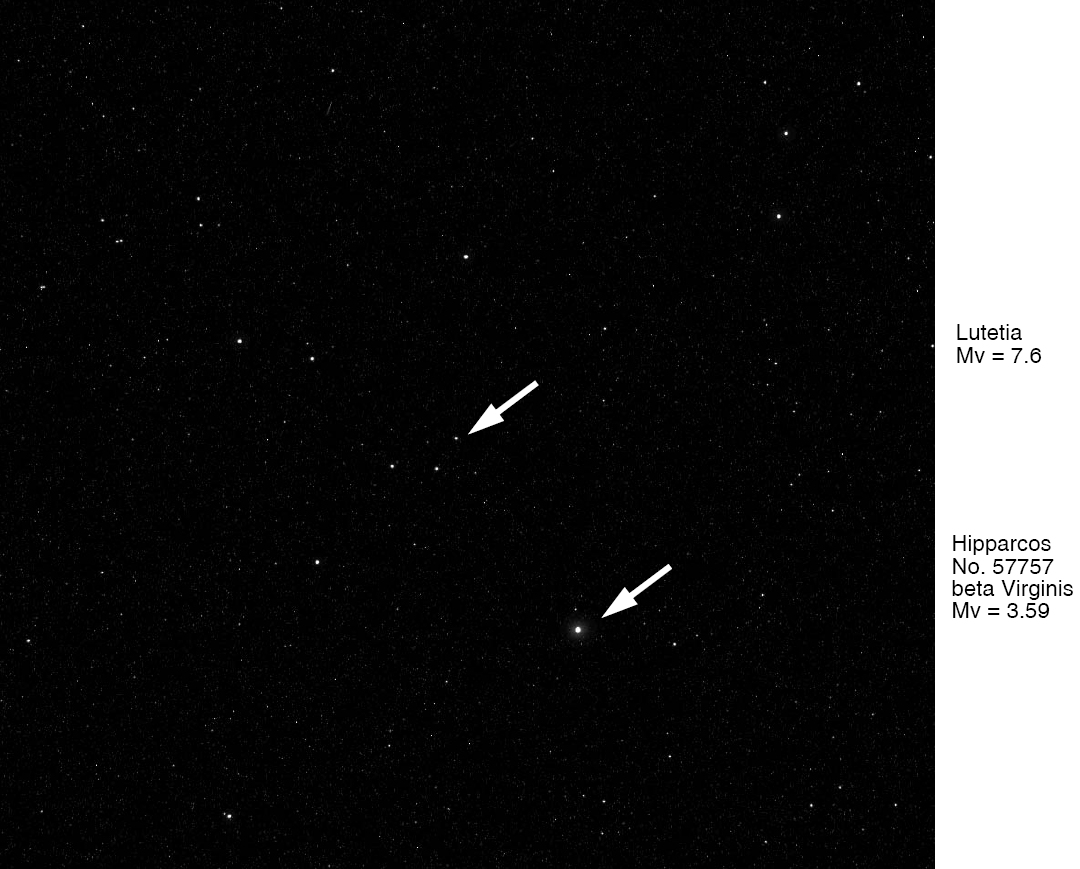
Fotografía de la sonda espacial Rosetta (navcam-A), el 31 de mayo de 2010 (40 días antes del acercamiento máximo al asteroide), cuando la sonda pasaba a una distancia de 53 millones de kilómetros de asteroide. La cámara NAVCAM, a esta distancia solo muestra un punto al centro (señalado con una flecha). Más abajo se ve un objeto más brillante, que corresponde a una estrella llamada Zavijava (Beta Virginis, en la constelación de Virgo).

Goldschmidt descubrió este asteroide el 15 de noviembre de 1852 mientras observaba la constelación de Aries desde el balcón de su casa. Al día siguiente se dio cuenta de que el objeto se había desplazado. Hizo seguimiento del cuerpo durante los meses siguientes hasta que tuvo la certeza de su naturaleza planetaria. Goldschmidt cedió el honor de bautizar al asteroide a François Arago, director por entonces del observatorio de París, quien propuso llamarlo así por el nombre en latín de París, ciudad donde se hizo el descubrimiento. Fue el primer asteroide descubierto por un astrónomo aficionado.
Aunque al principio se pensó que Lutecia podría no pertenecer al grupo de los asteroides, subsiguientes observaciones descartaron esta posibilidad. En el momento del descubrimiento, Lutecia presentaba una magnitud visual entre 9 y 10.

## Características orbitales
Lutecia orbita a una distancia media del Sol de 2,435 ua, pudiendo alejarse hasta 2,835 ua y acercarse hasta 2,034 ua. Su inclinación orbital es 3,064° y la excentricidad 0,1646. Emplea 1387 días en completar una órbita alrededor del Sol.

## Características físicas
Lutecia es un elipsoide alargado, con una densidad superior a la media del cinturón de asteroides, y clasificado en el tipo espectral M.

### Forma y tamaño
Lutecia tiene unas dimensiones estimadas de 132×101×76 km. Las fotografías obtenidas por la sonda Rosetta confirmaron un análisis de 2003 de su curva de luz que describía a Lutecia con forma esferoide y «sharp and irregular shape features». Un estudio posterior de 2004-2009 propuso que tenía una región cóncava quizá producida por un cráter. Sin embargo, tras la visita de Rosetta no se ha podido confirmar este punto.
El análisis de las imágenes de Rosetta junto a los estudios fotométricos de su curva de luz concluyeron que el eje de rotación está inclinado 96° respecto a la eclíptica, similar a Urano, lo que indica que su rotación es retrógrada.

### Masa y densidad
La sonda Rosetta demostró que la masa de Lutecia es 1,7×1018 kg, menor que la estimación previa al sobrevuelo. Dado su tamaño, tiene una densidad de 3,4 g/cm³, una de las mayores registradas en los asteroides. Asumiendo una posible porosidad del 12 %, la densidad aparente de Lutecia es superior a la de los meteoritos rocosos típicos.

### Composición
La composición de Lutecia tiene perplejos a los astrónomos desde que se hicieron los primeros estudios. Si bien fue clasificado en el tipo espectral M, la mayoría de cuyos componentes son asteroides metálicos, Lutecia es un miembro anómalo pues no muestra muchas pruebas de metales en la superficie. De hecho hay varios indicios de que la superficie es no metálica: el espectro de baja frecuencia es similar al de los asteroides del tipo C y a las condritas carbonáceas, pero no al de los asteroides metálicos; presenta un bajo albedo a diferencia de los asteroides muy metálicos como Psique; y existen pruebas de materiales hidratados en la superficie, de abundancia de silicatos, y de un regolito más grueso que el del resto de asteroides.
Rosetta encontró que Lutecia es moderadamente rojo en el espectro de luz visible y esencialmente plano en el infrarrojo cercano. No se detectaron características de absorción de 0,4 a 0,35 μm, rango cubierto por las observaciones. La presencia de minerales hidratados y compuestos orgánicos en la superficie ha sido así refutada. La superficie tampoco contiene olivino. Junto a la alta densidad, estos resultados indican que la superficie está constituida por enstatita, un tipo de condrita, o por condritas carbonáceas pobres en agua y ricas en metales como las de los tipos CB, CH o CR.
Las observaciones de Rosetta revelaron que la superficie está cubierta por un regolito constituido por partículas libremente agregadas de entre 50 y 100 micras. Se estima que tiene un espesor de unos 3 km y es el responsable del aspecto suavizado de los cráteres más grandes.

## Características superficiales

### Superficie
La superficie de Lutecia está cubierta de numerosos cráteres y atravesada por fracturas, escarpes y surcos que se consideran manifestaciones de las fracturas internas. En el lado fotografiado por Rosetta hay cerca de 350 cráteres de entre 600 m y 55 km. Las regiones más craterizadas, como Achaia, tienen una antigüedad del orden de 3600 millones de años. Se ha dividido la superficie en siete regiones: Baetica, Achaia, Etruria, Narbonensis, Noricum, Pannonia y Recia. Además, la parte no fotografiada por la sonda se ha bautizado como Goldschmidt Regio en honor al descubridor del asteroide.
Baetica se encuentra en el polo norte del asteroide e incluye cráteres de hasta 21 km así como depósitos de impacto. Es la superficie más joven de Lutecia y está cubierta por un manto fino de materiales expulsados de unos 600 m de espesor que ha enterrado parcialmente varios cráteres. Otras características son deslizamientos, taludes y bloques de material expulsado de hasta 300 m de tamaño. Los deslizamientos y los afloramientos correspondientes de roca está relacionados con variaciones en el albedo, siendo estos más brillantes.
Las dos regiones más antiguas son Achaia y Noricum. La primera es un área llana con gran cantidad de cráteres, mientras que la segunda está cruzada por un destacado surco de 10 km de largo y 100 m de profundidad. Massalia, en la región de Narbonensis, el mayor cráter de impacto de Lutecia, está cubierto por otros cráteres más pequeños y atravesado por fisuras formadas posteriormente. Las regiones de Pannonia y Recia son posiblemente consecuencia de sendos impactos.
Las simulaciones numéricas muestran que incluso el impacto que produjo el mayor cráter fracturó el asteroide, pero no llegó a romperlo. Por lo tanto, es probable que Lutecia haya sobrevivido intacto desde los inicios del sistema solar. La existencia de fracturas lineales y la morfología crateriana indican que el interior tiene una resistencia considerable y que no es un motón de escombros como muchos asteroides pequeños. Estos hechos en conjunto sugieren que Lutecia podría ser un planetésimo primordial.

### Nomenclatura
El 1 de marzo de 2011 el grupo de trabajo para la nomenclatura planetaria (WGPSN, siglas en inglés) de la Unión Astronómica Internacional (UAI) aprobó que los temas empleados para nombrar los accidentes de Lutecia estarían relacionados con el hecho de que Lutetia Parisiorum fue una ciudad romana. Los cráteres se nombrarían por ciudades romanas y regiones limítrofes con el Imperio romano de 52 a. C. a 360 d. C.; las regiones, por nombres de provincias romanas durante el mismo periodo; el resto de características, por nombres de ríos y regiones limítrofes durante el mismo periodo. También se aprobó que una región llevaría el nombre del descubridor del asteroide.

## Exploración espacial
El 10 de julio de 2010 la sonda espacial Rosetta sobrevoló Lutecia a unos 3162 km de distancia y a una velocidad relativa de 15 km/s de camino al cometa Churyumov-Gerasimenko. El sobrevuelo produjo 462 imágenes, con una resolución de hasta 60 metros, con flitros de banda ancha y estrecha en longitudes de onda entre 0,24 y 1 μm. Las imágenes cubren más del 50 % de la superficie, principalmente del hemisferio septentrional. Además de las imágenes, Rosetta estudió el campo magnético y la distribución de masas del asteroide.